# Santa Inés (Salamanca)
Santa Inés es una localidad del municipio de Galisancho, en la comarca de Tierra de Alba, provincia de Salamanca, España.

## Toponimia
Debe su nombre a la antigua alquería de Santa Inés, hoy deshabitada, que se sitúa un kilómetro y medio al sureste del actual Santa Inés.

## Geografía
Se halla situado 1,5 km al noroeste del Santa Inés original, y a 5 km al sudeste de la localidad de Galisancho.

## Historia
La localidad fue creada a mediados del siglo XX, dentro de los planes del Instituto Nacional de Colonización, tras la expropiación por el Instituto Nacional de Colonización de la finca "Santa Inés" el 20 de julio de 1954. Se le otorgó el nombre que poseía una antigua alquería, hoy deshabitada, denominada Santa Inés, la cual fue fundada por los reyes de León en la Edad Media, y que en el siglo XIII se denominaba Sant Enes.

## Cultura
Fiestas patronales: 13 de mayo (Nuestra Señora de Fátima) y 21 de enero (Santa Inés)

## Demografía
En 2017 contaba con una población de 112 habitantes, de los cuales 62 eran varones y 50 mujeres (INE 2017).
| Gráfica de evolución demográfica de Santa Inés entre 2000 y 2017                         |
|                                                                                          |
| Fuente: Instituto Nacional de Estadística de España - Elaboración gráfica por Wikipedia. |